# Craque pour moi, Medaka !
Craque pour moi, Medaka ! (黒岩メダカに私の可愛いが通じない, Kuroiwa Medaka ni Watashi no Kawaii ga Tsūjinai, litt. Mes Charmes sont inutiles sur Medaka Kuroiwa) est une série de manga japonais écrite et dessinée par Ran Kuze. La série commence à être publiée dans le Weekly Shōnen Magazine de la maison d'édition Kodansha à partir de mai 2021 et compte actuellement 20 volumes depuis le 12 août 2025. En France, le manga est édité chez Pika depuis le 15 mai 2024.
Une adaptation en série d'animation, produite par le studio SynergySP, est diffusée du 6 janvier 2025  au 24 mars 2025 sur Crunchyroll. A la sortie du dernier épisode, une saison 2 a été annoncée.

## Synopsis
Mona Kawai est une fille populaire depuis qu'elle est petite et plaît à tout le monde. Elle attire tout le monde et fait tourner la tête à pleins de gens, que ce soit au lycée ou à l'extérieur, sauf à un nouvel élève qui a été transféré s'appelant Medaka Kuroiwa. Ce dernier ne la regarde pas, se renfrogne et l'ignore sans cesse. Mona se donne alors pour mission de le faire tomber amoureux d'elle, mais plus elle essaie et plus Medaka résiste. On apprend ensuite que Medaka est un moine en formation à qui les maîtres du temple interdisent les relations amoureuses mais il a du mal à résister aux avances de Mona. D'autres filles se joignent à Mona, soit en tant que rivale, soit en tant que soutien.

## Personnages
Medaka Kuroiwa (黒岩 メダカ, Kuroiwa Medaka)
Voix japonaise : Ryota Iwasaki
Le protagoniste masculin de la série. C'est un lycéen qui a été transféré et qui est en deuxième année. Il suit une formation de moine dans le temple de sa famille et il a pour ordre de ne pas tomber amoureux. C'est pour cela qu'il est constamment frustré quand des filles du lycée lui accordent autant d'attention. Ses frustrations ne feront que croître au fil de la série et commencera à éprouver des sentiment pour Mona.
Mona Kawai (川井 モナ, Kawai Mona)
Voix japonaise : Yū Serizawa
La protagoniste féminin de la série. C'est une fille de deuxième année qui est originaire de la préfecture d'Osaka qui a déménagé à Tokyo l'année précédente et qui est dans la même classe que Medaka. Elle est très belle et sympathique au point d'attirer l'attention à toutes les personnes qu'elle croise jusqu'à sa rencontre avec Medaka, qui lui résiste. Elle tente par tous les moyens de le conquérir quitte à se mettre dans des situations embarrassantes et commencera, au fil de ses stratagèmes, à éprouver des sentiments à son égard (bien qu'elle le nie). Elle est également jalouse des autres filles qui tentent d'avoir l'attention de Medaka. Quand elle est troublée, elle reprend son accent original.
Tsubomi Haruno (春野 つぼみ, Haruno Tsubomi)
Voix japonaise : Kana Hanazawa
Elle est une camarade de classe de Mona et Medaka. Elle admire beaucoup Mona et possède beaucoup de photos d'elle sur son téléphone mais Mona la voit comme une rivale. Après que Tsubomi ait vu ses interactions avec Medaka, elle décide de l'aider.
Asahi Shonan (湘南 旭, Shōnan Asahi)
Voix japonaise : Sora Amamiya
Lycéenne de première année et membre du club de Basket-ball, elle est aussi tombée amoureuse de Medaka et a déclaré sa rivalité envers Mona.
Tomo Namba (難波 朋, Namba Tomo)
Voix japonaise : Hinaki Yano
Amie d'enfance de Mona qui a été transféré dans sa classe. Elle est très amicale et flirte souvent. Elle développe aussi des sentiments envers Medaka et se sent en conflit avec les autres filles. Elle vient d'une famille monoparentale et a déménagé à Tokyo afin d'y être avec son père qui est écrivain.
Minami Shirahama (白浜 美波, Shirahama Minami)
Voix japonaise : Kaori Maeda
Camarade de classe et meilleure amie d'Asahi.
Shou Kobayakawa (小早川 翔, Kobayakawa Shō)
Voix japonaise : Daiki Yamashita
Camarade de classe de Medaka. Il porte des lunettes.
Yuzuru Kido (木戸 譲, Kido Jō)
Voix japonaise : Tasuku Hatanaka
Camarade de classe de Medaka. Il a les cheveux courts et clairs.
Anri Sunigawa (品川 杏莉, Shinagawa Anri)

## Manga
Écrit et illustré par Ran Kuze, Craque pour moi, Medaka !  a été initialement publié en one-shot dans le magazine manga shōnen de Kodansha Weekly Shōnen Magazine le 23 décembre 2020,, avant de commencer la sérialisation dans le même magazine le 26 mai 2021,. Le premier volume est sorti le 17 août 2021 et au 12 août 2025, 20 volumes ont été publiés.
En France, le manga est édité chez Pika depuis le 15 mai 2024 et compte actuellement 6 tomes de parus au 5 mars 2025.

### Liste des volumes
| no | Japonais          | Japonais          | Français          | Français          |
| no | Date de sortie    | ISBN              | Date de sortie    | ISBN              |
| -- | ----------------- | ----------------- | ----------------- | ----------------- |
| 1  | 17 août 2021      | 978-4-06-524490-6 | 15 mai 2024       | 978-2-81-167136-5 |
| 2  | 17 novembre 2021  | 978-4-06-525932-0 | 10 juillet 2024   | 978-2-81-167137-2 |
| 3  | 17 janvier 2022   | 978-4-06-526591-8 | 18 septembre 2024 | 978-2-81-168831-8 |
| 4  | 15 avril 2022     | 978-4-06-527540-5 | 20 novembre 2024  | 978-2-81-168832-5 |
| 5  | 15 juillet 2022   | 978-4-06-528498-8 | 8 janvier 2025    | 978-2-81-169713-6 |
| 6  | 16 septembre 2022 | 978-4-06-529129-0 | 5 mars 2025       | 978-2-81-169715-0 |
| 7  | 17 novembre 2022  | 978-4-06-529708-7 | 7 mai 2025        | 978-2-81-169717-4 |
| 8  | 17 janvier 2023   | 978-4-06-530350-4 | 9 juillet 2025    | 978-2-81-169719-8 |
| 9  | 17 avril 2023     | 978-4-06-531236-0 | 3 septembre 2025  | 978-2-81-169721-1 |
| 10 | 14 juillet 2023   | 978-4-06-531889-8 | 19 novembre 2025  | 978-2-81-169723-5 |
| 11 | 14 septembre 2023 | 978-4-06-532892-7 |                   |                   |
| 12 | 16 novembre 2023  | 978-4-06-533554-3 |                   |                   |
| 13 | 16 février 2024   | 978-4-06-534572-6 |                   |                   |
| 14 | 16 mai 2024       | 978-4-06-535512-1 |                   |                   |
| 15 | 17 juillet 2024   | 978-4-06-536157-3 |                   |                   |
| 16 | 17 octobre 2024   | 978-4-06-537134-3 |                   |                   |
| 17 | 17 décembre 2024  | 978-4-06-537774-1 |                   |                   |
| 18 | 17 février 2025   | 978-4-06-538420-6 |                   |                   |
| 19 | 16 mai 2025       | 978-4-06-539444-1 |                   |                   |
| 20 | 12 août 2025      | 978-4-06-540376-1 |                   |                   |
| 21 | 17 octobre 2025   | 978-4-06-541108-7 |                   |                   |

## Anime
Une adaptation en série télévisée animée est annoncée le 13 mai 2024. Elle est produite par le studio SynergySP et est réalisé par Yoshiaki Okumura, scénarisé par Kazuyuki Fudeyasu et la musique est composée par Akiyuki Tateyama,. Le premier épisode sort le 6 janvier 2025 et le dernier le 24 mars 2025,.
La chanson thème d'ouverture est Ame Tokimeki Koi Moyō (雨トキメキ恋模様)  interprété par un groupe de VTuber du nom de AyaFubuMi (Nakiri Ayame, Shirakami Fubuki et Ookami Mio) associé à l'agence Hololive. Le premier générique de fin s'intitule  Kyunapi (キュンアピ)  et est interprétée par Kaori Maeda tandis que le deuxième générique de fin s'intitule Is this love ? et est interprété par Rikako Aida. La série est diffusée sur Crunchyroll.
A la sortie du dernier épisode, une saison 2 a été annoncée en étant en cours de production.

### Liste des épisodes
| No | Titre français                 | Titre japonais     | Titre japonais        | Date de 1re diffusion |
| No | Titre français                 | Kanji              | Rōmaji                | Date de 1re diffusion |
| -- | ------------------------------ | ------------------ | --------------------- | --------------------- |
| 1  | Celui qui ne craque pas        | オチないアイツ     | Ochinai Aitsu         | 6 janvier 2025        |
| 2  | Medaka et l'amour              | アイツと“好き”     | Aitsu to "Suki"       | 13 janvier 2025       |
| 3  | Medaka et le festival culturel | アイツと文化祭     | Aitsu to Bunka-sai    | 20 janvier 2025       |
| 4  | Medaka et la légende           | アイツと伝説       | Aitsu to Densetsu     | 27 janvier 2025       |
| 5  | Medaka et le basket féminin    | アイツとバスケ女子 | Aitsu to Basuke Joshi | 3 février 2025        |
| 6  | Au chevet de Medaka            | アイツを看病       | Aitsu o kanbyō        | 10 février 2025       |
| 7  | Un fond d'écran avec Medaka    | アイツと待ち受け   | Aitsu to Machiuke     | 17 février 2025       |
| 8  | Medaka et halloween            | アイツとハロウィン | Aitsu to Harouin      | 24 février 2025       |
| 9  | Medaka et ma meilleure amie    | アイツと親友       | Aitsu to Shin'yū      | 3 mars 2025           |
| 10 | Medaka et le parc d'attraction | アイツと遊園地     | Aitsu to Yūenchi      | 10 mars 2025          |
| 11 | Medaka en tête à tête          | アイツと二人きり   | Aitsu to Futarikiri   | 17 mars 2025          |
| 12 | Son premier amour              | アイツに初恋       | Aitsu ni Hatsukoi     | 24 mars 2025          |

## Réception
En janvier 2022, Kodansha a rapporté que la série comptait plus de 150 000 exemplaires vendus. En août 2023, il a été annoncé qu'elle a atteint 1 million d'exemplaires de vendus.

### Mangas
Édition japonaise
1. 1 2  Tome 1
2. 1 2  Tome 2
3. 1 2  Tome 3
4. 1 2  Tome 4
5. 1 2  Tome 5
6. 1 2  Tome 6
7. 1 2  Tome 7
8. 1 2  Tome 8
9. 1 2  Tome 9
10. 1 2  Tome 10
11. 1 2  Tome 11
12. 1 2  Tome 12
13. 1 2  Tome 13
14. 1 2  Tome 14
15. 1 2  Tome 15
16. 1 2  Tome 16
17. 1 2  Tome 17
18. 1 2  Tome 18
19. 1 2  Tome 19
20. 1 2  Tome 20
21. 1 2  Tome 21

Édition française
1. 1 2  Tome 1
2. 1 2  Tome 2
3. 1 2  Tome 3
4. 1 2  Tome 4
5. 1 2  Tome 5
6. 1 2  Tome 6
7. 1 2  Tome 7
8. 1 2  Tome 8
9. 1 2  Tome 9
10. 1 2  Tome 10